# クルメサヨリ
クルメサヨリ（久留米細魚　H. intermedius）は、サヨリ科の淡水魚である。和名に「クルメ」とあるのは、デイビッド・スター・ジョーダンとスタークスが福岡県久留米市において、本種を「Hyporhamphus kurumeus Jordan & Starks,1903」と記載したからであるとされる。久留米市は筑後川の感潮帯の最上流部にあたり、その久留米市でみられるクルメサヨリは、有明海で揚がるサヨリと区別されてきたため、このような記載をされたと思われる。地方名・別名には、「さより」、「よど」、「きす」、「せいれんぼう」などがある。

## 分布
本種は、本州、九州の有明海と橘湾、朝鮮半島南部から西部、台湾北部、渤海からベトナム北部にかけての東シナ海と南シナ海の、内湾、河川河口・下流、湖の表層。

## 形態
全長は15-30cm。体形は細長い。下顎が頭長より長い。下顎の下面は黒色。尾鰭は浅く二叉する。腹鰭の鰭条数や背鰭前方鱗数は、サヨリよりも少ない。

## 生態
イサザアミなどの小型甲殻類、ユスリカ幼虫。繁殖期は春から夏にかけてアマモなどの水生植物に産卵する。卵にはてんらく糸があり、水生植物などに絡まる。

## 利用
煮干し、干物、から揚げ、丸干し、すり身汁、天ぷら、塩ゆでなどで食される。茨城県などが産地で、旬は秋〜冬。鱗は薄く小さく取りやすい。皮は非常に薄い。骨は柔らかい。透明感のある白身で血合いは褐色をしている。熱を通しても硬く締まらない。

## 保存状況
生息地の干拓や埋め立て、河口堰の建設、護岸整備、水質汚濁などによって数が減り、準絶滅危惧に指定された。
準絶滅危惧（NT）（環境省レッドリスト）